# Aeropuerto de Oremburgo-Central
El Aeropuerto de Oremburgo-Central, también conocido como Oriol Sudoeste u Oriol Sur (del ruso: Аэропорт Оренбург-Центральный) (IATA: REN, ICAO: UWOO) es un aeropuerto internacional ubicado 25 km al este de Oremburgo, capital del óblast de Oremburgo, Rusia. 
El aeropuerto está operado por la empresa "Aeropuerto internacional Oremburgo" (del ruso: Международный аэропорт "Оренбург").
La empresa Orenair tiene en este aeropuerto su Hub.
El espacio aéreo está controlado desde el FIR de Oremburgo (ICAO: UWOO).

## Pista
Cuenta con una pista de asfalto en dirección 04/22 de 2.500 x 42 m (8.202 x 138 pies). El pavimento es del tipo 41/R/B/X/T. lo que  permite la operación de aeronaves con un peso máximo al despegue de 140 toneladas. Existe otra pista paralela y adosada a esta, de tierra, con las mismas dimensiones. Esta pista cuenta con dos extensiones en los extremos, de 400 m cada una.
El aeropuerto dispone de otras dos pistas cruzadas, de tierra, cercanas a la cabecera este de la pista principal. Una en dirección 04/22, de 700 x 60 m (2.296 x 197 pies) y otra en dirección 17/35, de 650 x 60 m (2.132 x 197 pies), utilizadas para aviación deportiva.